# Threnetes niger
Threnetes niger là một loài chim trong họ Chim ruồi.